# Giovanni Giolitti
Giovanni Giolitti [džovanny džolíty] (27. října 1842 Mondovì (Torino) – 17. července 1928 Cavour) byl italský liberální politik, pětkrát premiér své země v obdobích 15. května 1892 až 15. prosince 1893, 3. listopadu 1903 až 12. března 1905, 29. května 1906 až 11. prosince 1909, 30. března 1911 až 21. března 1914 a 15. června 1920 až 4. července 1921. Tím se stal druhým nejdéle sloužícím italským premiérem po Mussolinim. Proslul jako mistr vytváření pružných centristických koalic, jimiž z politiky vytlačoval extrémy na levici i pravici (tzv. trasformismo).